# Colobostoma rufipennis
Colobostoma rufipennis är en skalbaggsart som beskrevs av Jean Baptiste Boisduval 1835. Colobostoma rufipennis ingår i släktet Colobostoma och familjen Melolonthidae. Inga underarter finns listade i Catalogue of Life.